# 符令謙
符令謙，五代十国后唐至后周官员，赵州昭庆（今河北省隆尧县牛家桥乡）人，符习的长子。
符令谦有勇力，善骑射，以父任为将，初仕後唐。在后周为赵州刺史。到任为政，务从安静，廷无讼，狱无囚，厮养之人不扰下民。不满一年而州内大治。不久以病在官任上去世。归葬时，州人百姓送葬哭泣的有数千人，当时号为良刺史。其弟符蒙，好学，性刚鲠，为成德军节度副使。事后晋，官至礼部侍郎。

## 注
1. ↑  《册府元龟》卷六百八十三
2. ↑  《册府元龟》卷六百七十七
3. ↑  《新五代史》卷二十六